# Bentley Mark V
Der Bentley Mark V stellte das zweite von Rolls-Royce hergestellte Bentley-Modell dar.
Die Vorstellung erfolgte im Kriegsjahr 1939. Als Motor nutzte man den neuen 4,3-l-Motor (4257 cm³/259 in³), der auch im Rolls-Royce Wraith Verwendung fand. Vom Grundmodell Mark V wurden 11 Fahrgestelle gebaut (sowie 4 unfertige).
Eine sportliche und optimierte Variante war unter der Modellbezeichnung Corniche geplant und durch den Ausbruch des Krieges schnell verworfen. Das Design des Bentley Corniche wurde von Georges Paulin geschaffen und beim französischen Karossier Vanvooren in der Nähe von Paris umgesetzt. Es entstand ein fertiger Prototyp sowie 3 unfertige Fahrgestelle. Später wurde der Modellname für den Rolls-Royce Corniche verwendet.